# Valerio Olgiati

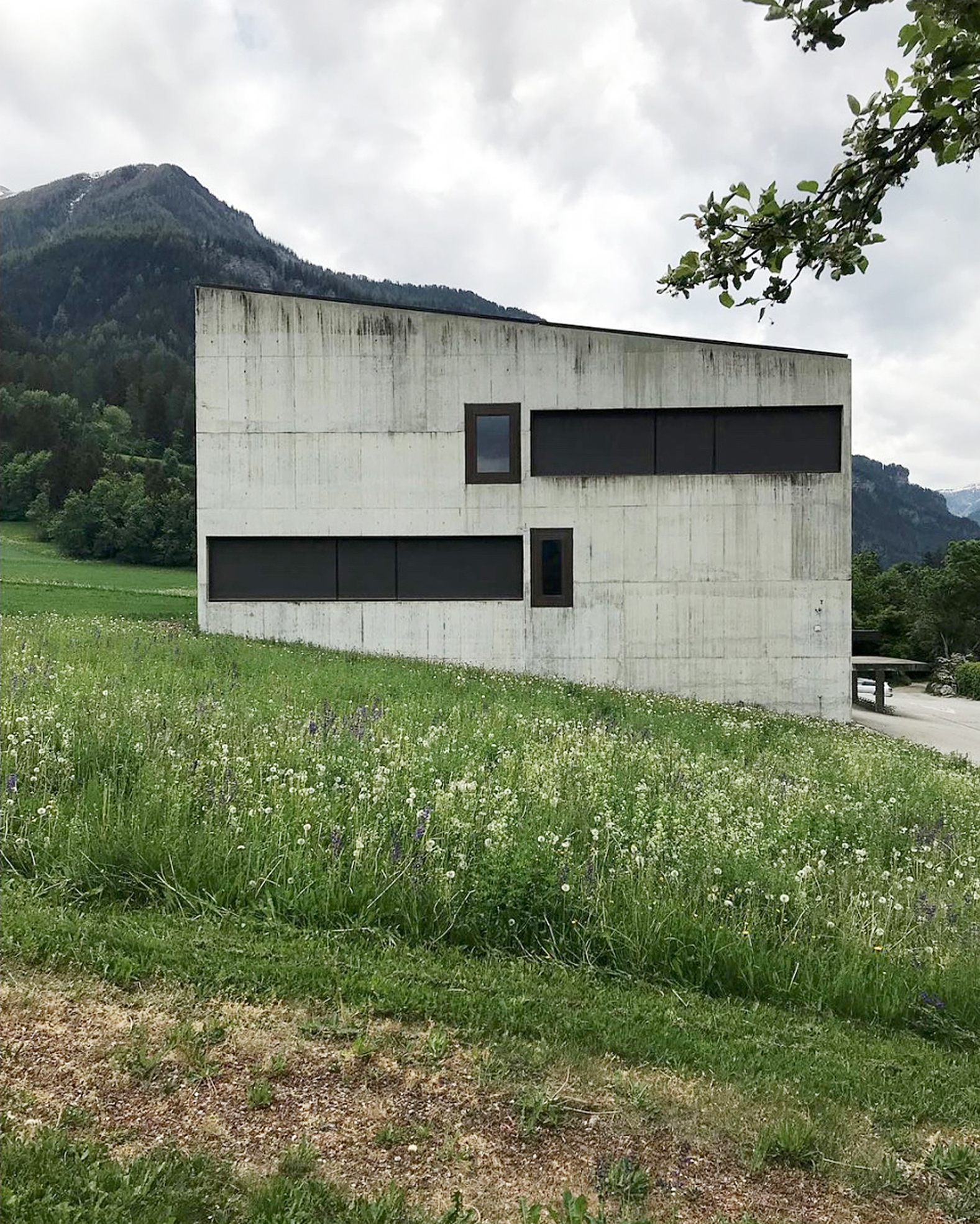
Oberstufenschulhaus Paspels

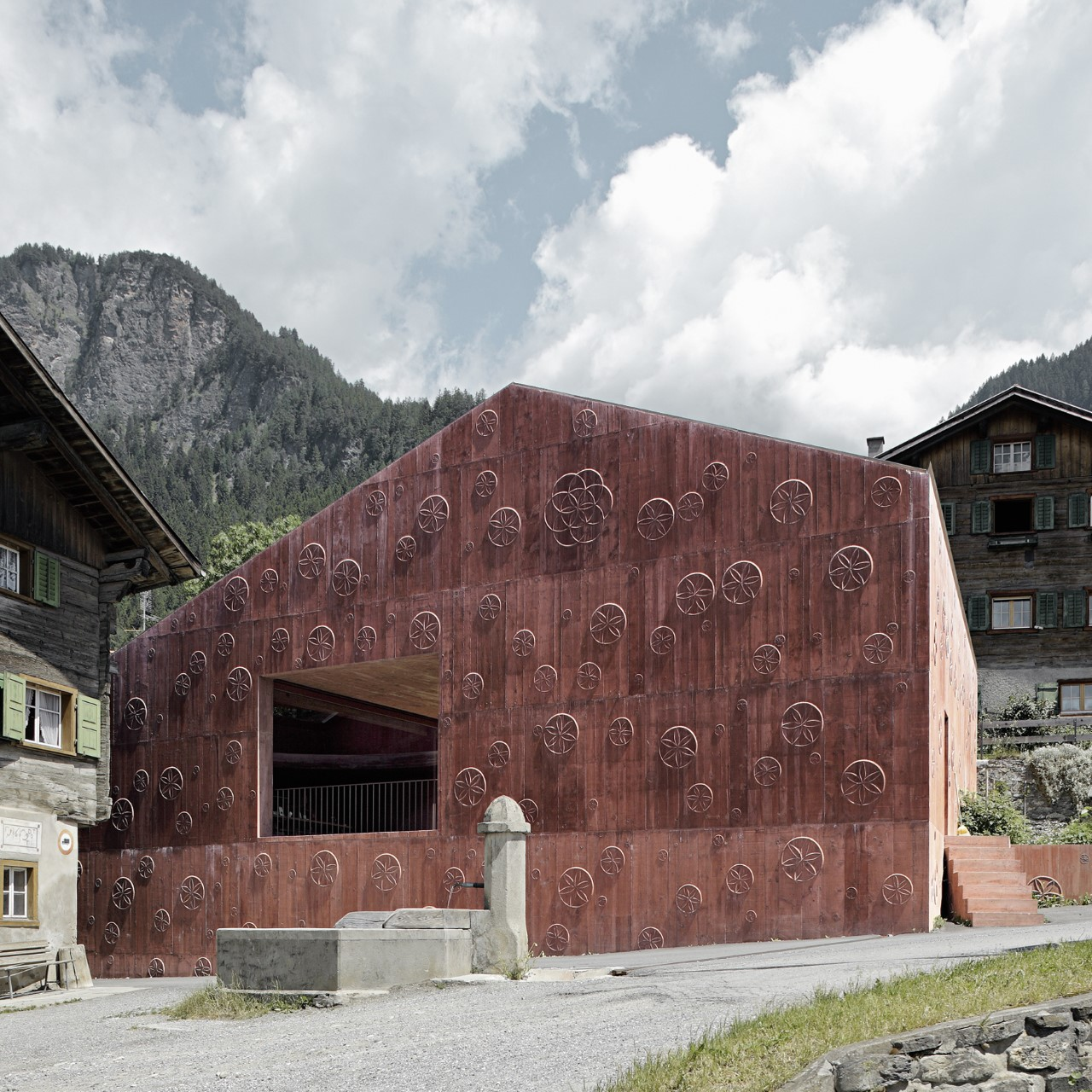
Atelier Bardill, Scharans

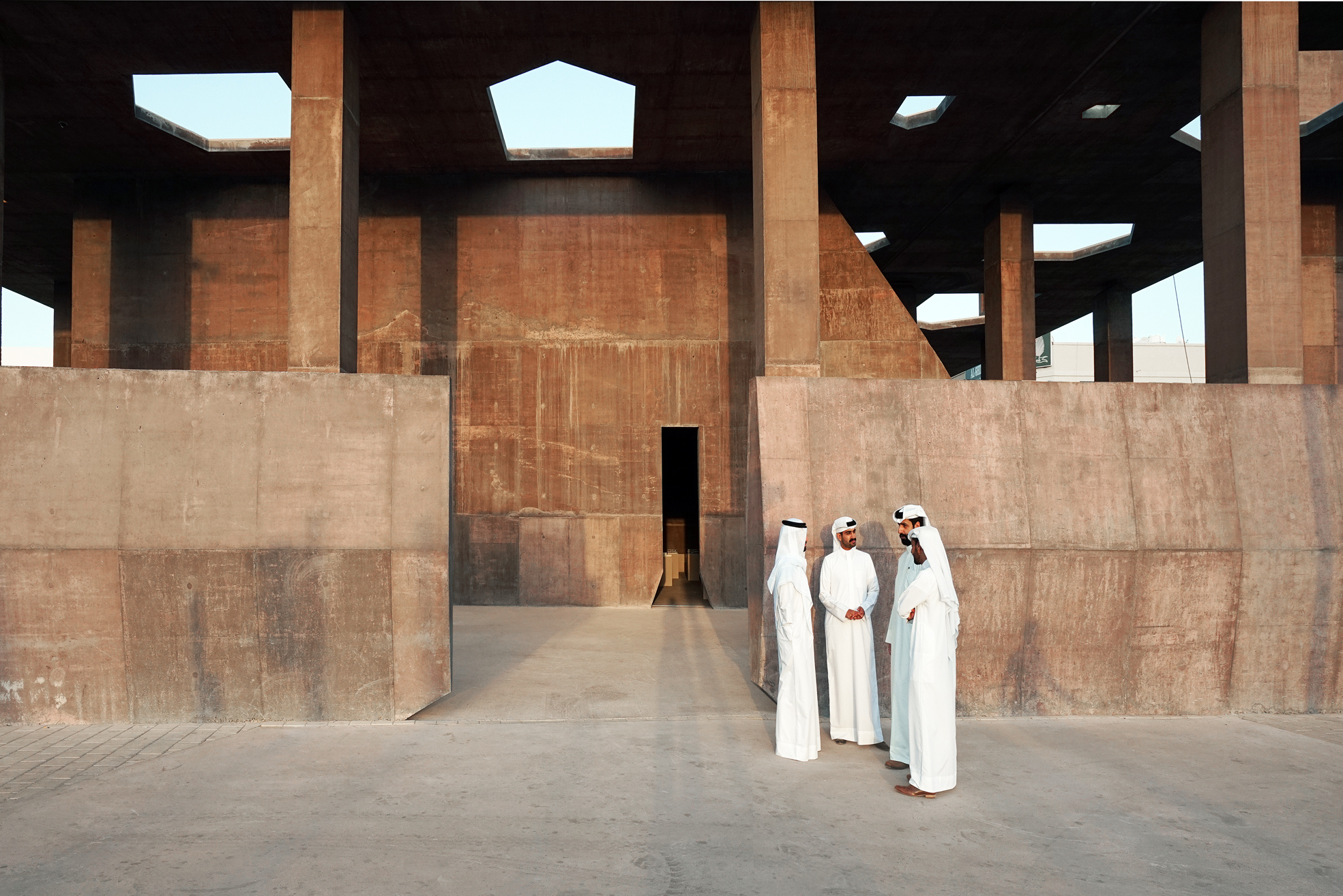
Besucherzentrum, Al-Muharraq

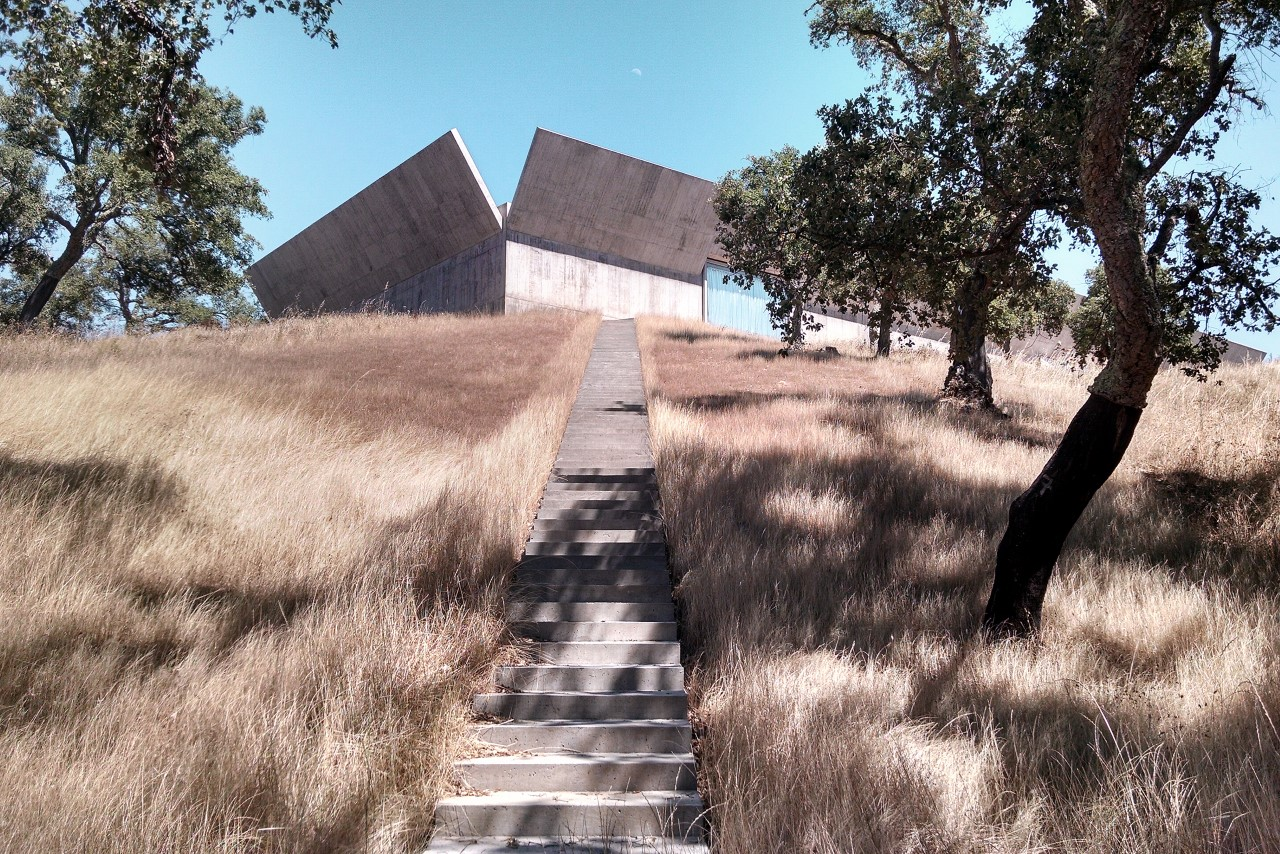
Villa Além, Alentejo

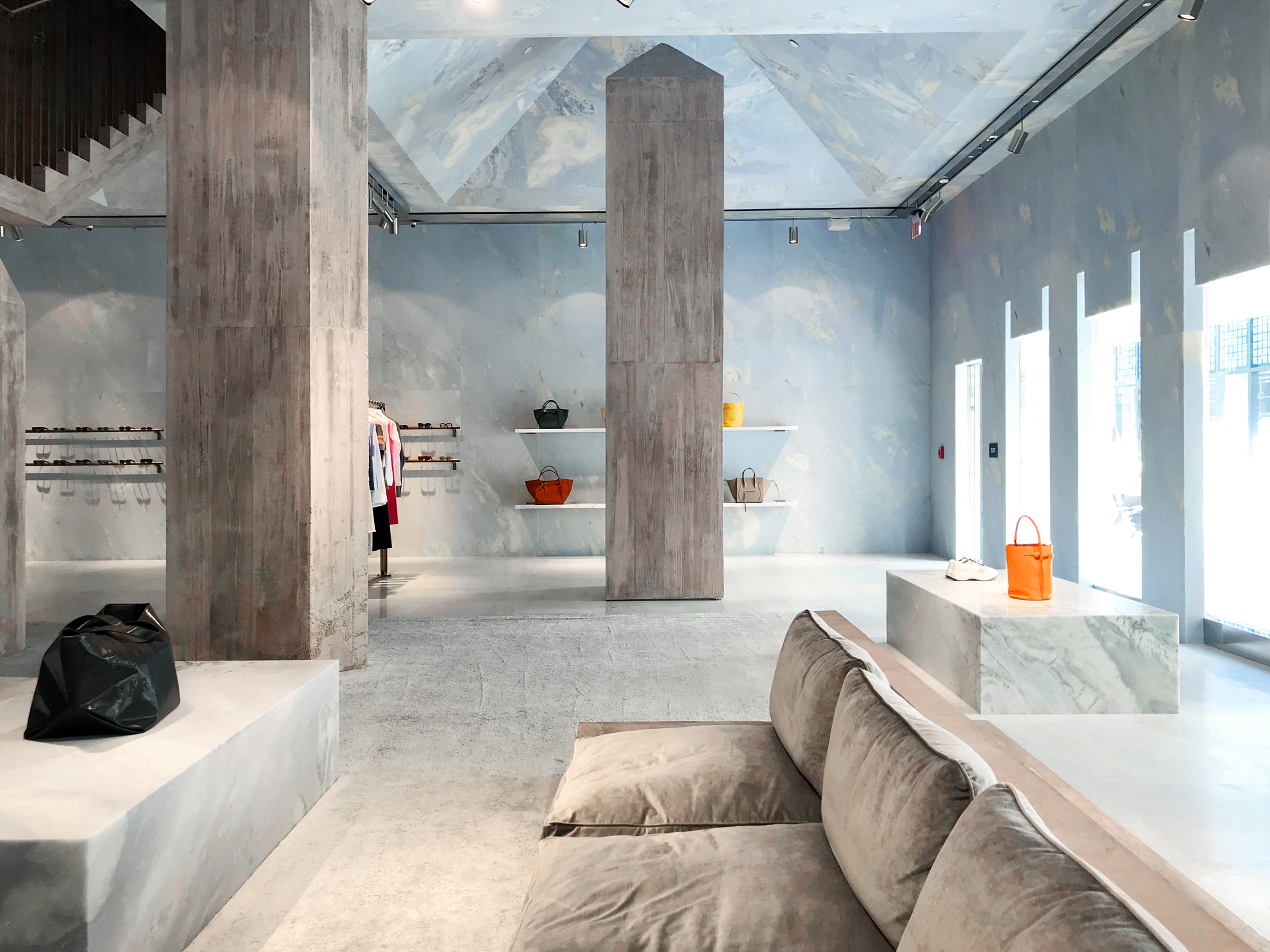
Flagship-Store, Miami

Valerio Olgiati (* 18. Juli 1958 in Chur) ist ein Schweizer Architekt. Seine Bauten und theoretischen Ausführungen zur Architektur erregen weltweite Aufmerksamkeit und gelten vielen seiner Anhänger als Kult.

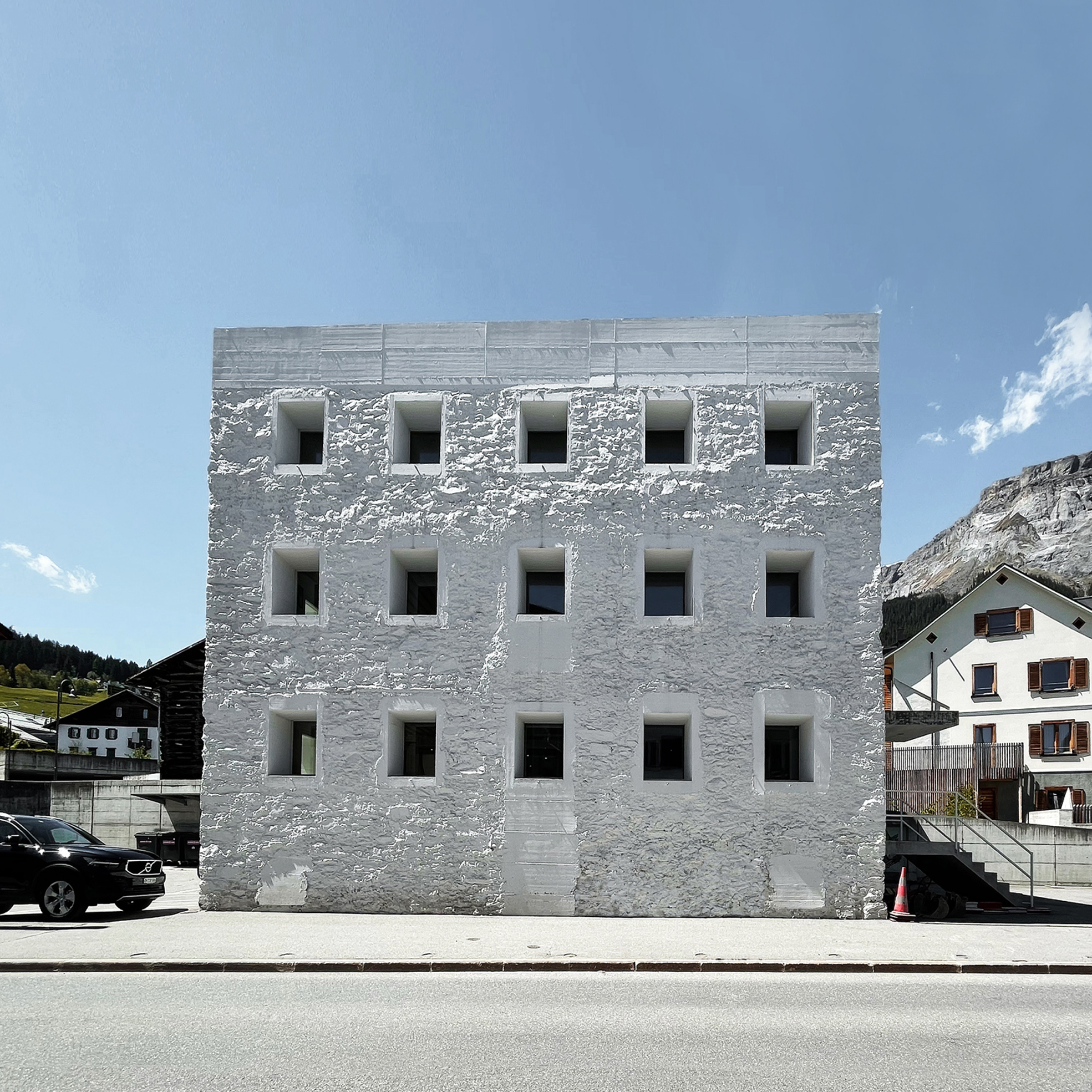
Gelbes Haus, Flims

Olgiati trat mit zwei in kurzer Folge fertiggestellten Bauten, dem Oberstufenschulhaus in Paspels und dem Gelben Haus in Flims, in den internationalen Architekturdiskurs ein. In nunmehr über 20 Jahren hat Olgiati den Architekturdiskurs mit Gebäuden und Projekten von höchster Tragweite herausgefordert. Zu den bekanntesten Gebäuden gehören das Atelier Bardill in Scharans, die Villa Além in Alentejo, das Pearling Site Visiting Centre in Muharraq und das Versicherungsgebäude der Baloise in Basel.
Valerio Olgiati wurde 1958 als Sohn des Architekten Rudolf Olgiati in Chur geboren. Er hatte verschiedene Lehraufträge inne, unter anderem den Kenzo Tange Chair an der Harvard University; außerdem unterrichtete er an der ETH Zürich, an der Cornell University und an der AA in London. Seit 2002 bekleidet Olgiati eine Professur an der Accademia di Architettura in Mendrisio. Valerio Olgiati betreibt sein Architekturbüro mit seiner Frau Tamara und seinen Mitarbeitern in Portugal und der Schweiz.

## Architekturtheorie
Seine Bauten basieren nach seiner eigenen Auffassung auf formalen und natürlichen Gesetzmässigkeiten und Gegebenheiten und stützen sich auf die grundlegende Raumerfahrung, mit der der einzelne Mensch seine Welt ordnet. Anstatt Besucher und Bewohner seiner Gebäude in die eine oder andere vorbestehende Ideal-, Stil- oder Ideologiegruppe einzubetten, sei es ein Markenzeichen von Olgiatis Architektur, dass sie die einzelnen Besucher und Bewohner emanzipiert, indem sie diesen Besuchern einen grundlegenden Akt der Sinnesstiftung bietet. Entgegen dem modernistischen und postmodernen Dogma, dass Gebäude das Leben von Menschengruppen nach vordefinierten Werten verbessern, die ausserhalb der Disziplin der Architektur artikuliert werden (z. B. Politik, Wirtschaft, Soziologie), böten Olgiatis Bauten dem einzelnen Menschen, der ein Gebäude tatsächlich nutzt, die Möglichkeit, seine eigenen Möglichkeiten direkt und ohne Rückgriff auf ausserarchitektonische Konzeptualisierungen zu erweitern. Diese Ideen für die gesellschaftliche Aufgabe der Architektur für die Menschen des 21. Jahrhunderts wurden in der 2018 erstmals veröffentlichten Abhandlung Nicht-Referenzielle Architektur theoretisiert.
Olgiati beschäftigt sich seit Jahren mit den Möglichkeiten einer sogenannten „nicht-referenziellen Architektur“. Die erste dokumentierte Verwendung des Begriffs in der Architektur, wie Olgiati ihn verwendet, erschien in einem Nachdruck eines Interviews in der italienischen Architekturzeitschrift Domus aus dem Jahr 2013. Der Keim für eine nicht-referentielle Herangehensweise an Gebäude liege jedoch viel früher. Olgiati erklärte, dass der wichtigste Schritt für seine Ausbildung als Architekt seine vorübergehende Emigration nach Los Angeles gewesen sei und nicht seine Erziehung in einer bestimmten Kultur, einem bestimmten Land oder einer bestimmten Landschaft oder seine architektonische Ausbildung. Laut Olgiati ermögliche ihm das Leben in den radikal heterogenen Vereinigten Staaten von Amerika, die Welt in formalen und natürlichen Begriffen und nicht in symbolischen und historistischen Begriffen zu verstehen.
Diese Abkehr davon, Architektur auf jedwede Referenzialität zu stützen, fand ihre frühe theoretische Form in seiner 2006 erstmals erschienenen sogenannten Ikonografischen Autobiografie. Die Ikonografische Autobiografie ist eine Anthologie von 55 Abbildungen, mit denen Olgiati demonstrierte, wie er architektonische Bedingungen formal und nicht durch sie versteht alle besonderen und zeitlichen Inhalte, beispielsweise symbolische oder historische Bezüge, die diese Abbildungen ebenfalls enthalten. Die Ikonografische Autobiographie lasse nicht-referenzielle Architektur erahnen, da sie auf Referenzen hinweist, aber diese Referenzen werden nicht mehr so verwendet, dass sie eine Bedeutung tragen, mit der Menschen ein architektonisches Werk verstehen würden. Olgiatis Ansatz sah eine dramatische Veränderung der Art und Weise vor, wie ein Architekt kreiert und erfindet und wie ein Besucher oder Bewohner diese Gebäude sinnvoll einschätzt. Olgiati erklärte, dass er glaubt, dass nur grundlegende Einsichten aus der Erfahrung des Raums in der Lage sind, die Architektur der Welt zu bewegen Gegenwart innerhalb ihrer höchst heterogenen Gesellschaft.
Seine Arbeiten waren unter anderem Gegenstand von Einzelausstellungen im Nationalmuseum für moderne Kunst Tokio, im Royal Institute of British Architects in London und am Former Colegio San Ildefonso in Mexiko-Stadt. Mehrere Monographien zu Olgiatis Œuvre sind vorhanden.

## Monographien
- Jolanthe Kugler: Baloise Park Ost. Valerio Olgiati im Gespräch mit Jolanthe Kugler. In: Bâloise (Hrsg.): Building the Baloise Park. Diener & Diener – August + Margrith Künzel – Miller & Maranta – Valerio Olgiati – Thomas Schütte – Matteo Thun. Christoph Merian Verlag, Basel 2020, ISBN 978-3-85616-928-2, S. 110–145.
- Ein Vortrag von Valerio Olgiati. Birkhäuser Verlag, Basel 2011, deutsch: ISBN 978-3-0346-0782-7, englisch: ISBN 978-3-0346-0783-4, spanisch: ISBN 978-3-0346-0787-2, französisch: ISBN 978-3-0346-0784-1, italienisch: ISBN 978-3-0346-0785-8, japanisch: ISBN 978-3-0346-0786-5.
- Valerio Olgiati. Projekte 2009–2017. Simonett & Baer, Basel 2018 mit einem Beitrag von Jacques Lucan
- Valerio Olgiati at the Museum / ヴァレリオ・オルジャティ展. Herausgeber Hosaka Kenjiro. MOMAT, The National Museum of Modern Art, Tokyo, Japan 2011–2012, japanisch und englisch: ISBN 978-4-9902409-3-6.
- El Croquis #156, Valerio Olgiati 1996–2011, croquis edotorial Madrid, Spanien 2011, ISSN 0212-5633, ISBN 978-84-88386-65-6.
- Valerio Olgiati. Zugang Grosser Rat Chur. Herausgeber Hochbauamt Graubünden, Schweiz 2011, deutsch: ISBN 978-3-9523831-0-0, englisch: ISBN 978-3-9523831-3-1, italienisch: ISBN 978-3-9523831-1-7, romanisch: ISBN 978-3-9523831-2-4.
- Valerio Olgiati. Weber Hörsaal Plantahof, Herausgeber Hochbauamt Graubünden, Schweiz 2011, deutsch: ISBN 978-3-9523831-4-8, englisch: ISBN 978-3-9523831-5-5.
- Darco Magazine: Monograph Valerio Olgiati. Darco Editions, Matosinhos, Portugal, ISSN 1646-950X.
- Dado, Gebaut und Bewohnt von Rudolf Olgiati und Valerio Olgiati. Hrsg. von Selina Walder, Birkhäuser Verlag, Basel 2010, deutsch: ISBN 978-3-0346-0375-1, englisch: ISBN 978-3-0346-0430-7.
- Valerio Olgiati. Hrsg. von Laurent Stalder; Texte von Mario Carpo, Bruno Reichlin und Laurent Stalder. Verlag der Buchhandlung Walther König, Köln 2008 (erste Auflage); Quart Verlag, Luzern 2010 (zweite Auflage), deutsch: ISBN 978-3-03761-030-5, englisch: ISBN 978-3-03761-031-2.
- The Significance of the Idea in the Architecture of Valerio Olgiati. Text auf Deutsch und Englisch von Markus Breitschmid, Verlag Niggli AG, Schweiz 2008, ISBN 978-3-7212-0676-0.
- Valerio Olgiati: Atelier Bardill / House for a Musician. Edition Dino Simonett, 2007, ISBN 978-3-905562-54-5.
- Valerio Olgiati: Conversation with Students. Edited by Markus Breitschmid, Virginia Tech Architecture Publications, USA 2007, ISBN 978-0-9794296-3-7.
- 2G, Valerio Olgiati. Gustavo Gili, Barcelona, n.37, 2006, ISBN 978-84-252-2088-3 mit Beiträgen von Pascal Flammer, Patrick Gartmann, Jacques Lucan und Raphael Zuber
- Valerio Olgiati. PLAN 1:100, Edition Dino Simonett, 2004, ISBN 3-905562-13-8.
- Valerio Olgiati, Das Gelbe Haus. Publikation zur Ausstellung an der ETH Zürich, 28. Mai – 15. Juli 1999, gta Verlag, ETH Zürich, ISBN 3-85676-091-1. Valerio Olgiati: Das Gelbe Haus, Kunsthaus Bregenz. archiv kunst architektur, Werkdokumente 19, 2000, Verlag Gerd Hatje, ISBN 3-7757-1004-3 mit einem Beitrag von Tibor Joanelly.
- 14 Studentenprojekte bei Valerio Olgiati 1998–2000. Quart Verlag, 2000, ISBN 3-907631-04-8. Gestaltung: Raphael Zuber
- Valerio Olgiati. PASPELS, Edition Dino Simonett, 1998, ISBN 3-9521375-5-3.